# Bucetin
Bucetin (INN, BAN) là thuốc giảm đau và hạ sốt không còn được bán trên thị trường. Về mặt hóa học, nó tương tự như phenacetin mà nó có chung nguy cơ gây ung thư. Bucetin đã bị rút khỏi sử dụng vào năm 1986 do độc tính trên thận.